# Rue Saint-Mathurin
La rue Saint-Mathurin est une voie du centre-ville de la commune française de Laval.

## Situation et accès
Elle relie la rue Marmoreau à la place du Gast.

## Origine du nom
La rue doit son nom à une chapelle probablement fondée au XVe siècle et dédiée à Mathurin de Larchant.

## Historique
La rue Saint-Mathurin se trouve à l'extérieur des remparts de Laval. Elle forme approximativement la limite orientale d'un champ de foire apparu au XIIIe siècle, et qui s'étendait jusqu'à la rue de l'Ancien-Évêché. Cet espace accueillait aussi un tribunal, mais il est détruit pendant la Guerre de Cent Ans, et les activités commerciales sont relocalisées dans de la ville close au XVe siècle, sur l'actuelle place de la Trémoille.
Le champ de foire est alors vendu en parcelles qui sont progressivement construites. Son contour reste néanmoins visible, et il correspond aujourd'hui au carré compris entre la rue du Marchis au sud, la rue Saint-Mathurin à l'est, la rue Marmoreau au nord et la rue de l'Ancien-Évêché à l'ouest.
Au XVIIe siècle, les environs de la place du Gast deviennent la résidence de l'élite locale, et la rue Saint-Mathurin accueille plusieurs maisons de notables.

## Bâtiments remarquables et lieux de mémoire
- La Maison des Syndicats, au numéro 15, est installée dans un ancien hôtel particulier construit en 1708.
- La chapelle Saint-Mathurin, attenante, a été fondée au XVe siècle par l'Ordre de la Rédemption des captifs. Vendue à la Révolution, elle est rachetée par des religieuses en 1890. Celles-ci la font restaurer la même année.
- L'hôtel particulier au numéro 16 a été construit en 1750 puis agrandi après 1850.